# Igreja de São Simeão Estilita

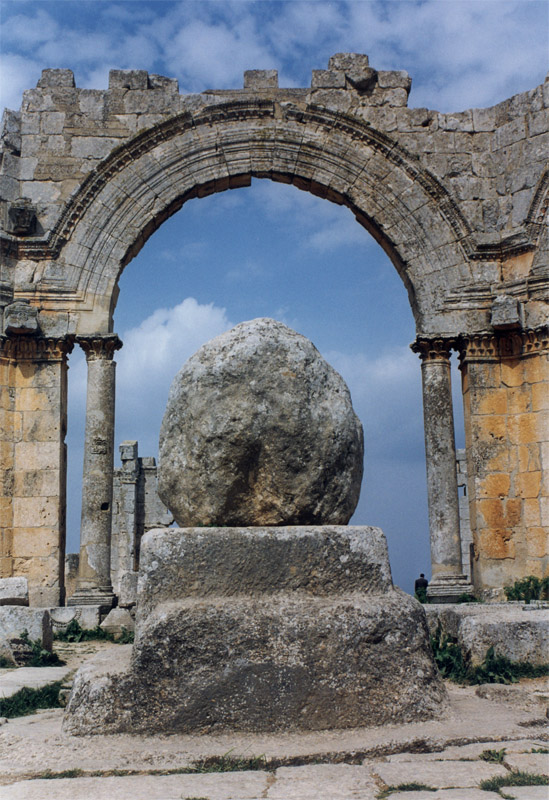
O pilar de São Simeão Estilita

A Igreja de São Simeão Estilita (em árabe: كنيسة مار سمعان العمودي Kanīsat Mār Simʿān al-ʿAmūdī  é um edifício histórico localizado a cerca de 30 km a noroeste de Alepo, na Síria. É a mais antiga sobrevivente igreja bizantina, remontando ao século V. Construída no local do pilar de São Simeão Estilita, um famoso monge eremita, a igreja é conhecida popularmente como "Quer Qalaat Semaan" ( árabe: قلعة سمعان ), ou "Fortaleza de Simeão".

## História
São Simeão nasceu em 386, em uma aldeia no Montanhas Amano. Ele se juntou a um mosteiro na área, mas logo decidiu procurar a vida religiosa somente como um monge eremita. Depois de viver em uma caverna por um tempo, ele mudou-se para o topo de um pilar de 15 metros  de altura para alcançar uma maior reclusão. Ele logo atraiu multidões ainda maiores que vinham para ouvi-lo pregar duas vezes por dia.
Após 37 anos em cima de sua coluna, São Simeão morreu em 459. Seu corpo foi solenemente levado a Antioquia por sete bispos e várias centenas de soldados, seguido por uma multidão de seguidores dedicados. O túmulo de Simeão em Antioquia tornou-se um importante local de peregrinação, assim como sua coluna sobre o penhasco rochoso, onde passou as últimas quatro décadas da sua vida.
Dentro de apenas algumas décadas (c. 475), um vasto martírio foi construído no local em honra de Simeão. Ele consistia de quatro basílicas que irradiam a partir dos lados de um octógono central, dentro do qual está a coluna que o consagrou famoso.
Os 5 000 metros quadrados de espaço era quase igual ao da Basílica de Santa Sofia, em Constantinopla. No entanto, diferente de Hagia Sophia, a Igreja de São Simeão era (e é) empoleirada no topo de uma colina árida a 60 km da cidade mais próxima. Mas não era isolada: a igreja era apenas uma parte de um complexo enorme, murado, que incluiu um mosteiro, duas igrejas menores, e vários grandes albergues para os visitantes. A conquista muçulmana da Síria forçou o abandono da igreja e do complexo.

## Situação atual

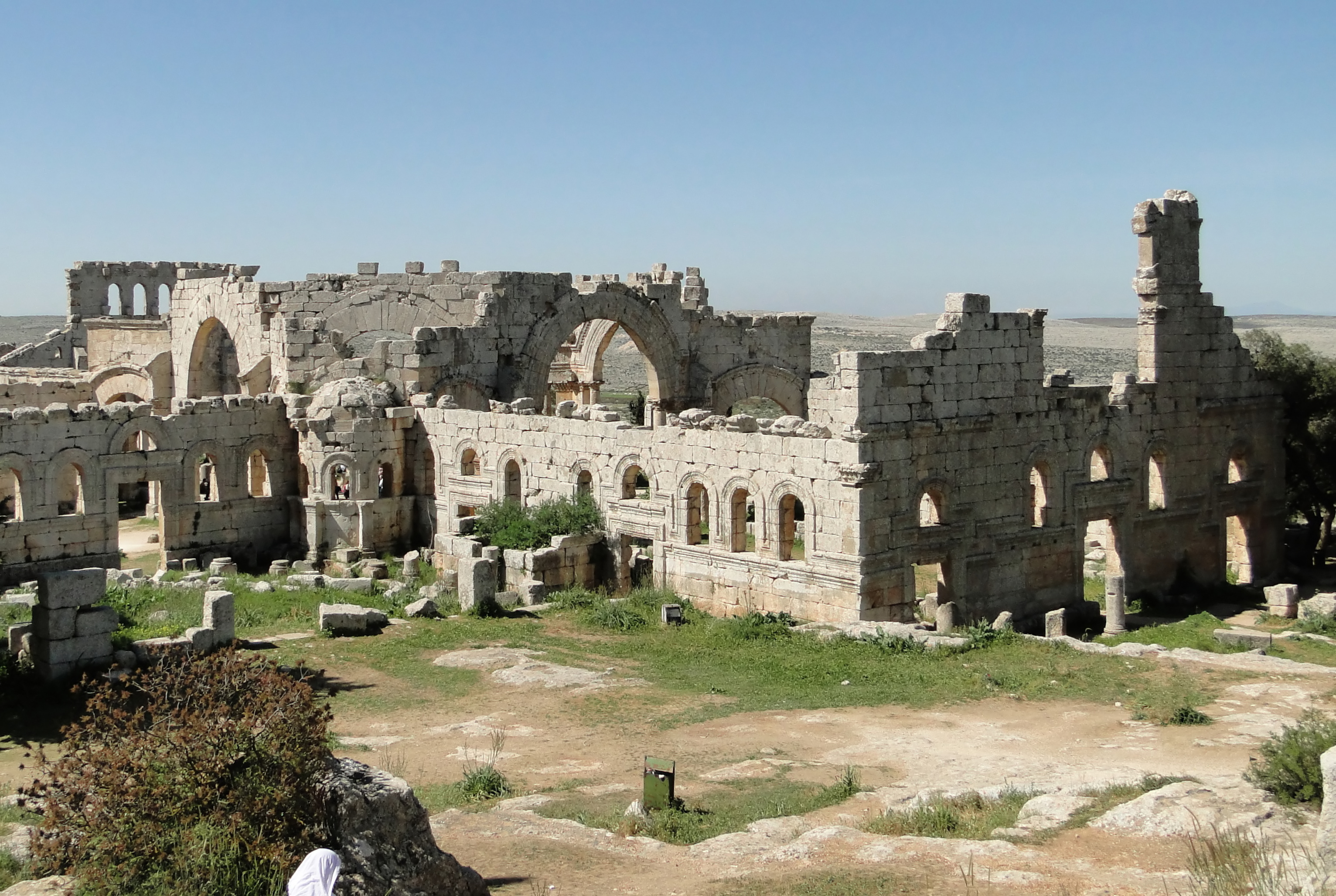
Vista do complexo
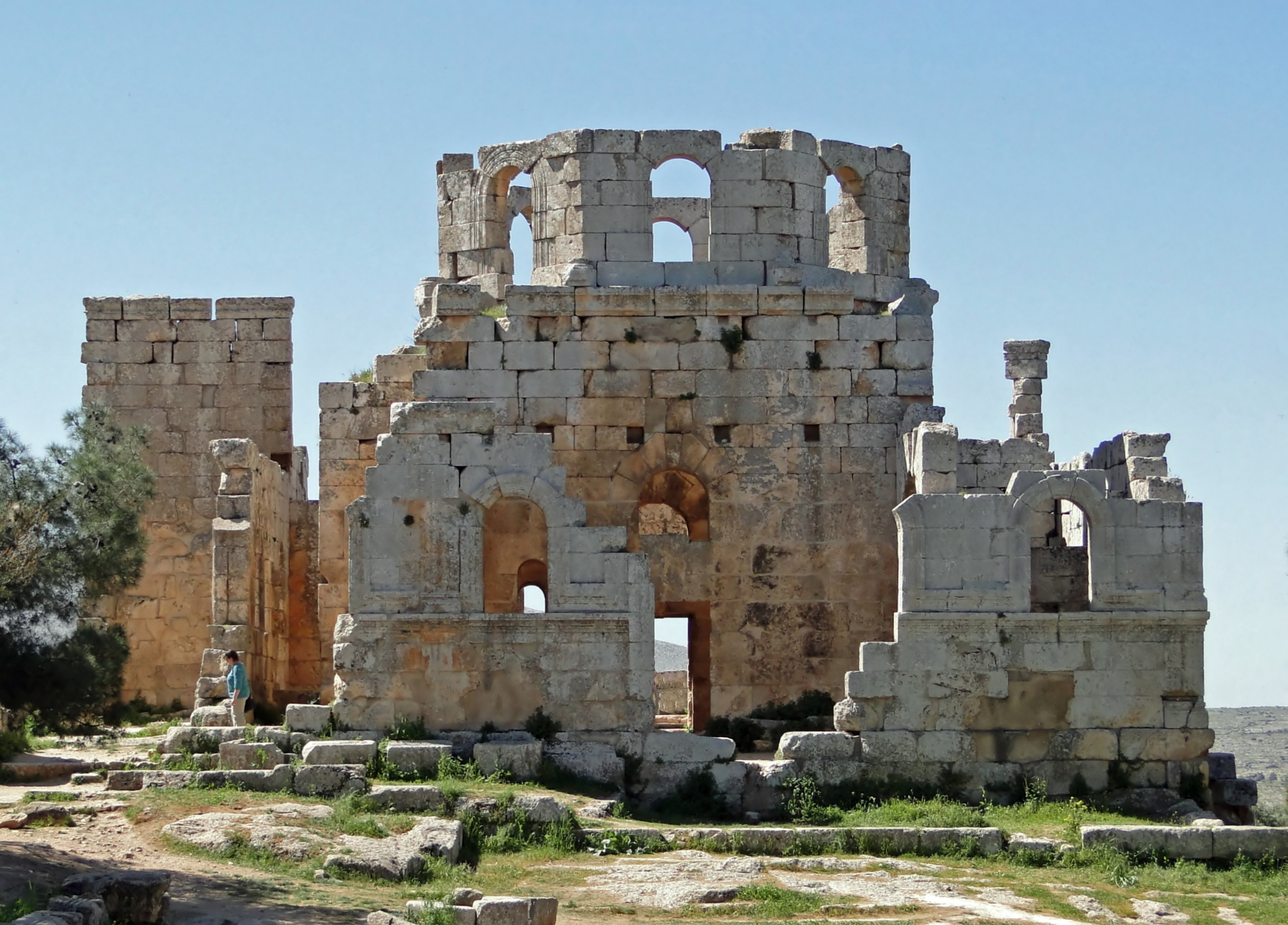
O batisterio
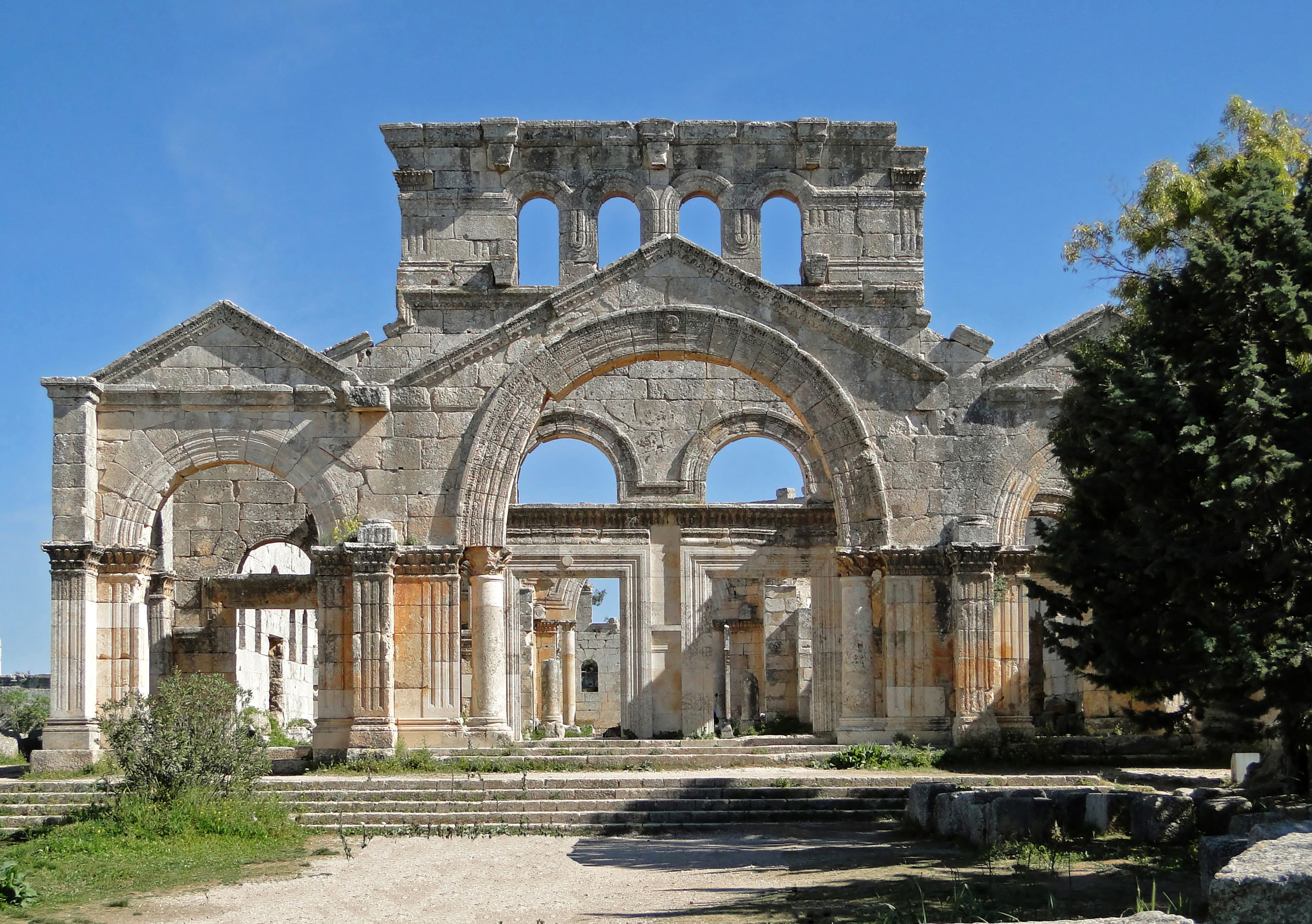
Fachada sul da Igreja de São Simeão Estilita
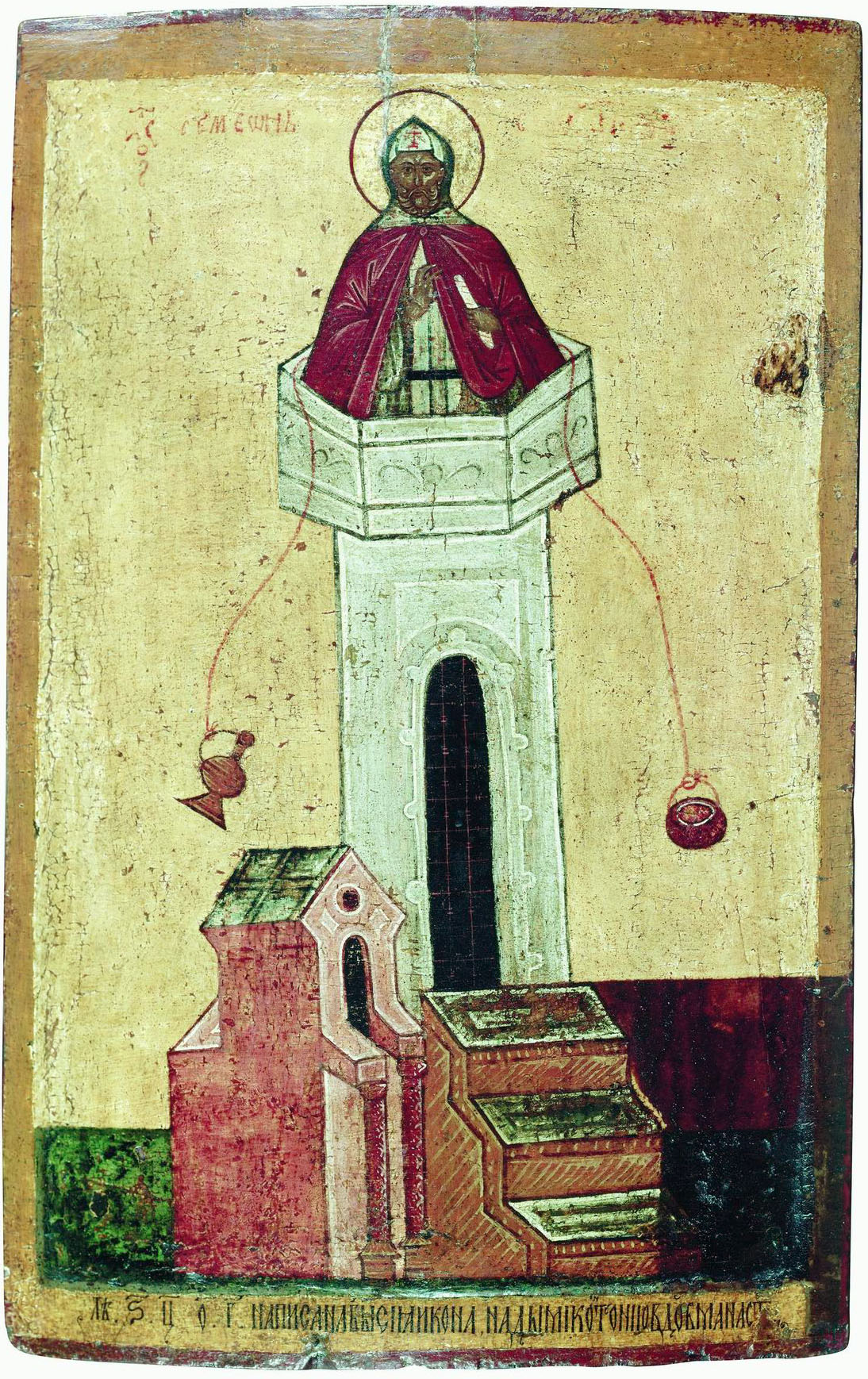
Icon de São Simeão
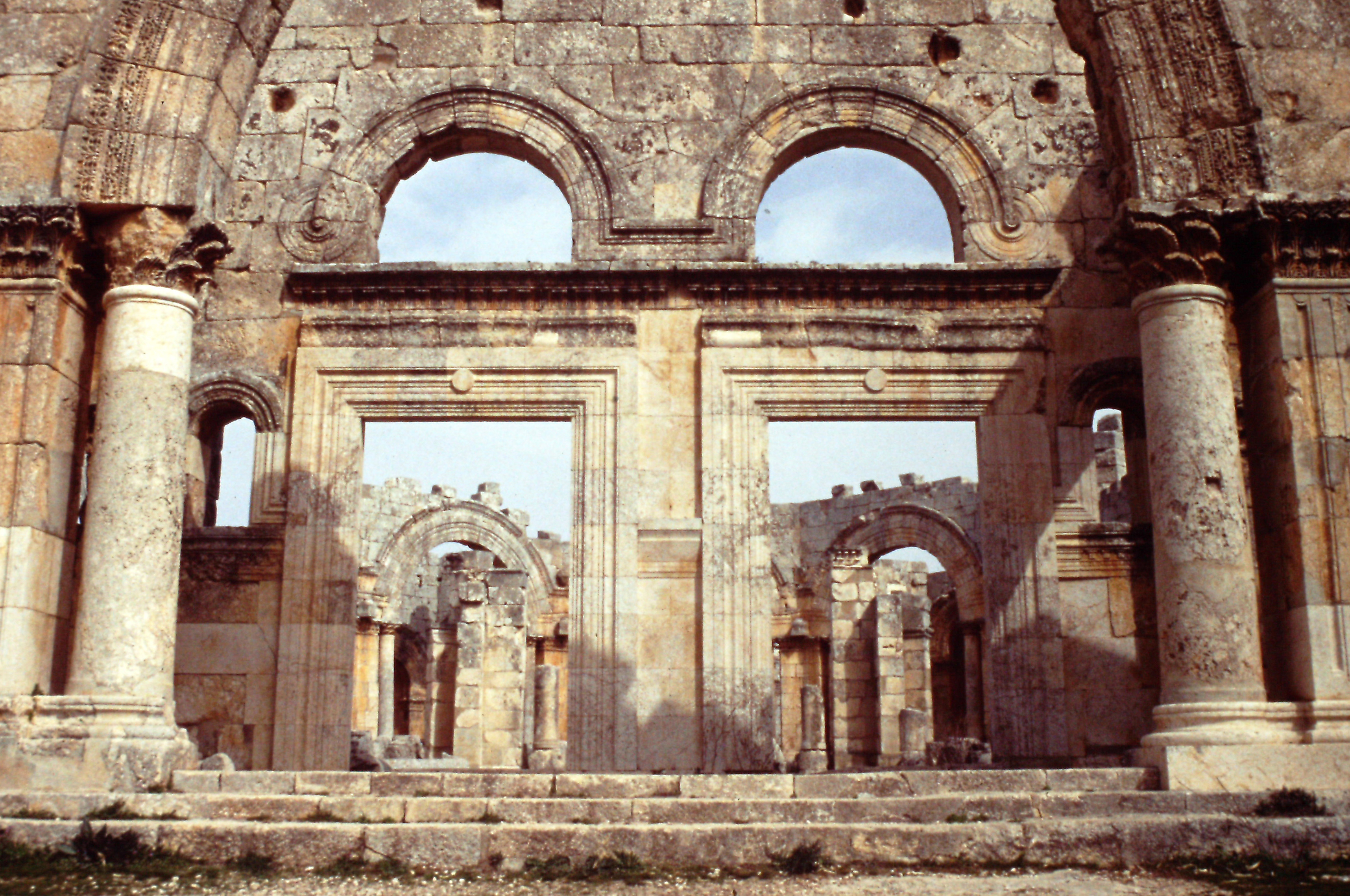
Fachada.
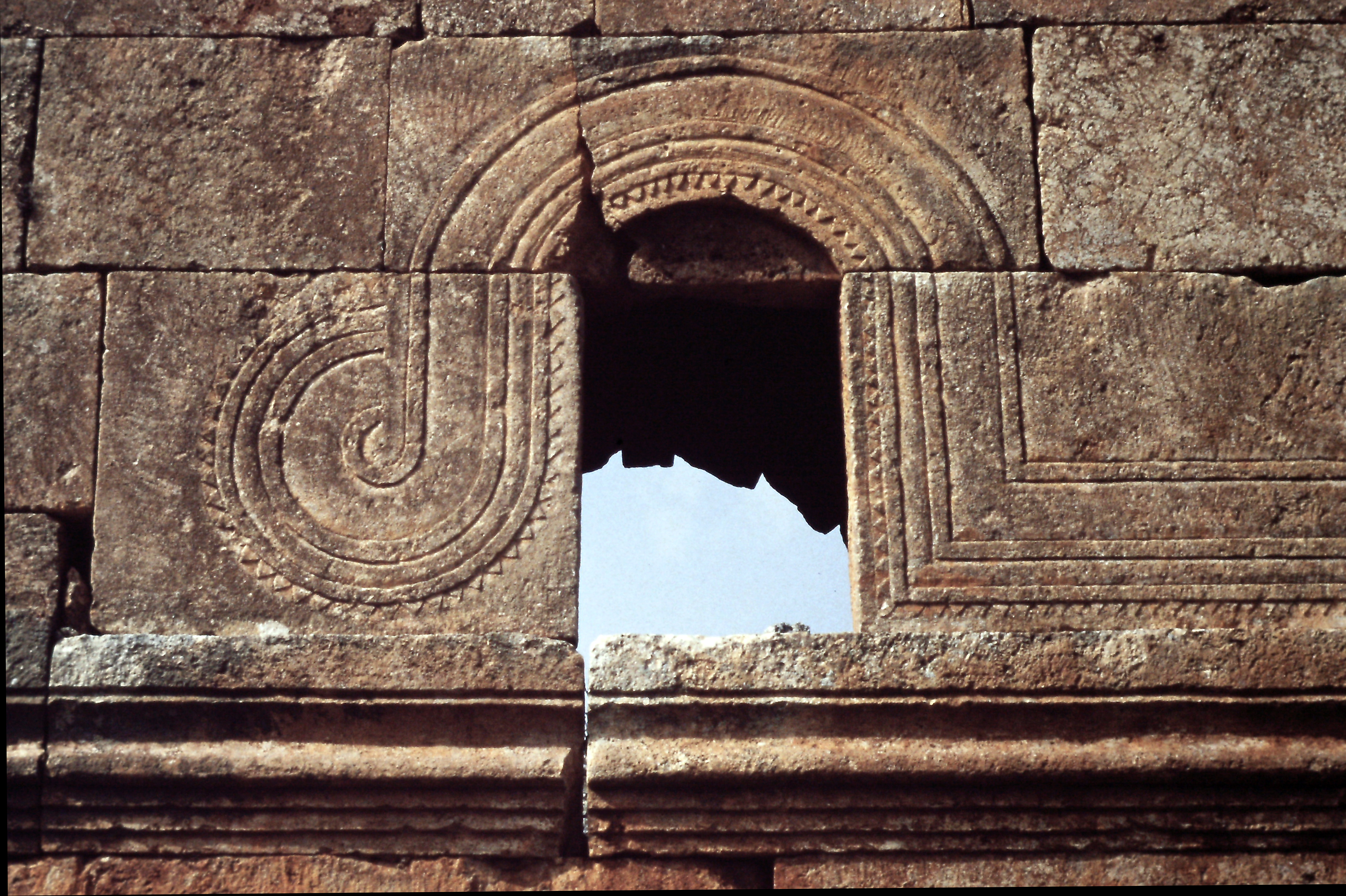
Motivo presente no muro.
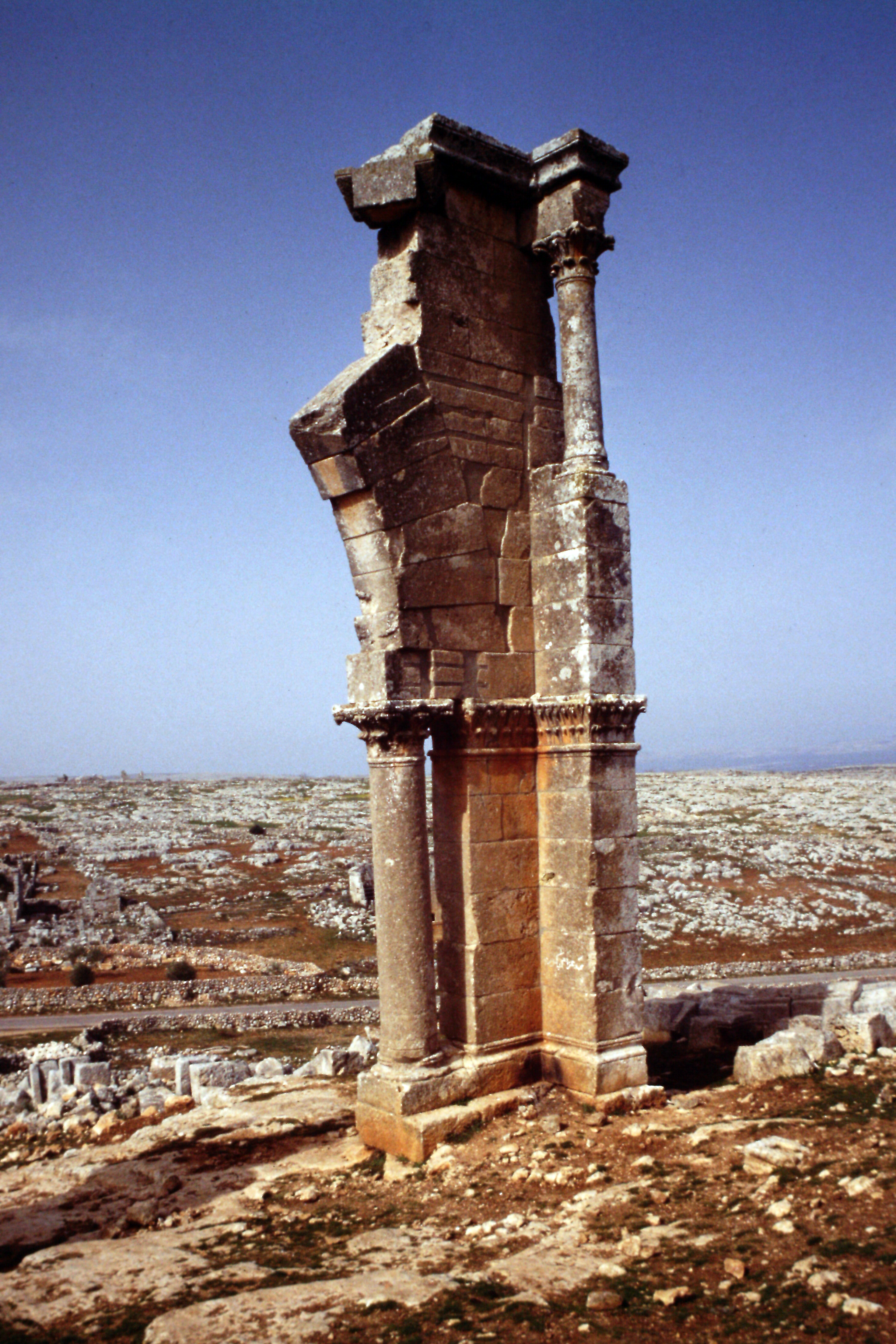
Restos de portada.
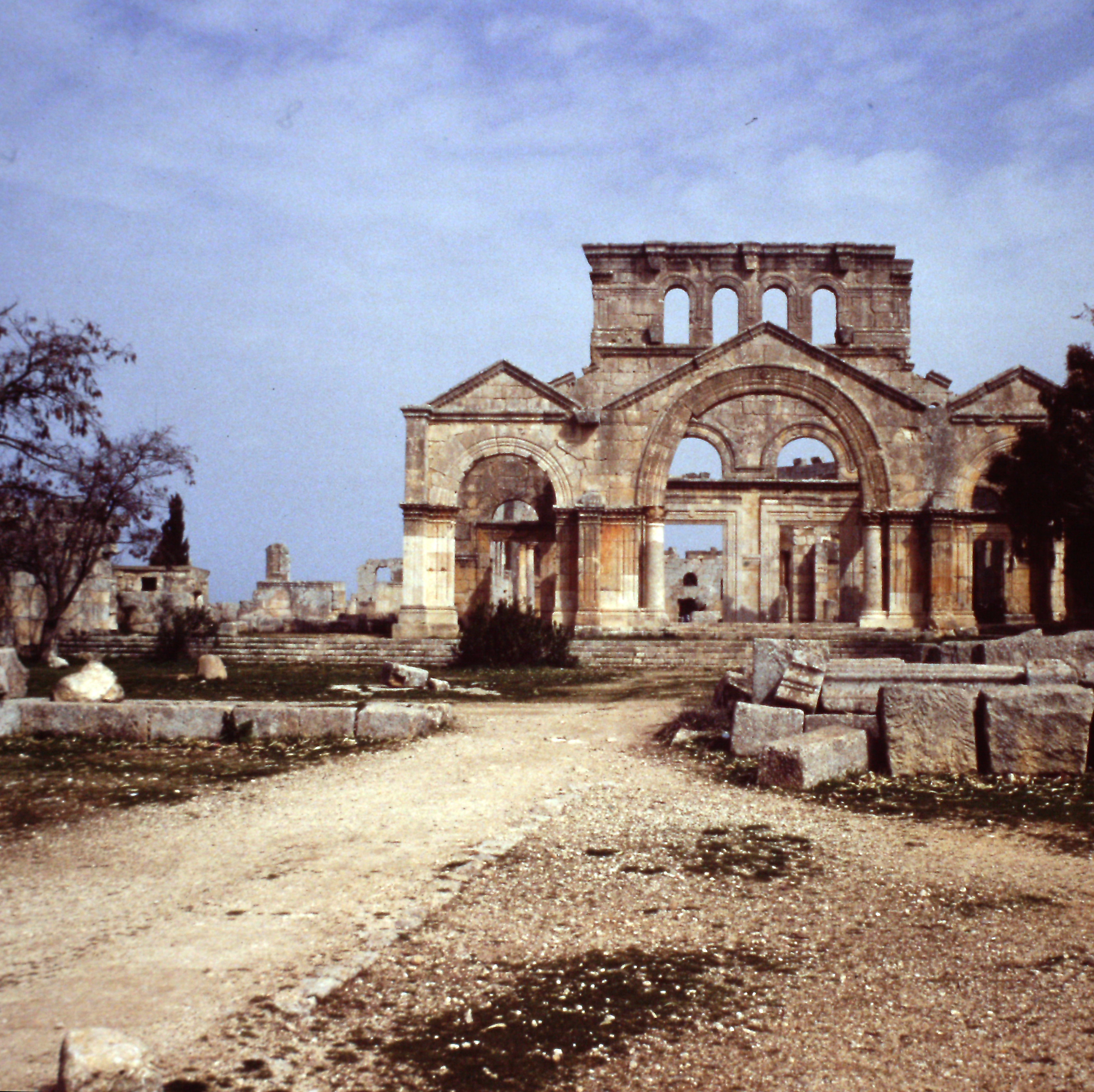
Fachada sul.